# 2028.
◄ | 20. stoljeće | 21. stoljeće | 22. stoljeće | ►
◄ | 1990-ih | 2000-ih | 2010-ih | 2020-ih | 2030-ih | 2040-ih | 2050-ih | ►
◄◄ | ◄ | 2025. | 2026. | 2027. | 2028. | 2029. | 2030. | 2031. | ► | ►►
Astronautika • Astronomija • Politika • Promet • Šport • Željeznički promet

## Događaji
- Istječe Češkoj najam zemljišne čestice u Moldauhafenu u Hamburgu, koji je sukladno Versajkom ugovoru koristila Čehoslovačka i nakon toga je koristi sljednica Češka.
- Od 9. lipnja do 9. srpnja će se održati Europsko prvenstvo u nogometu.